# 우아브르

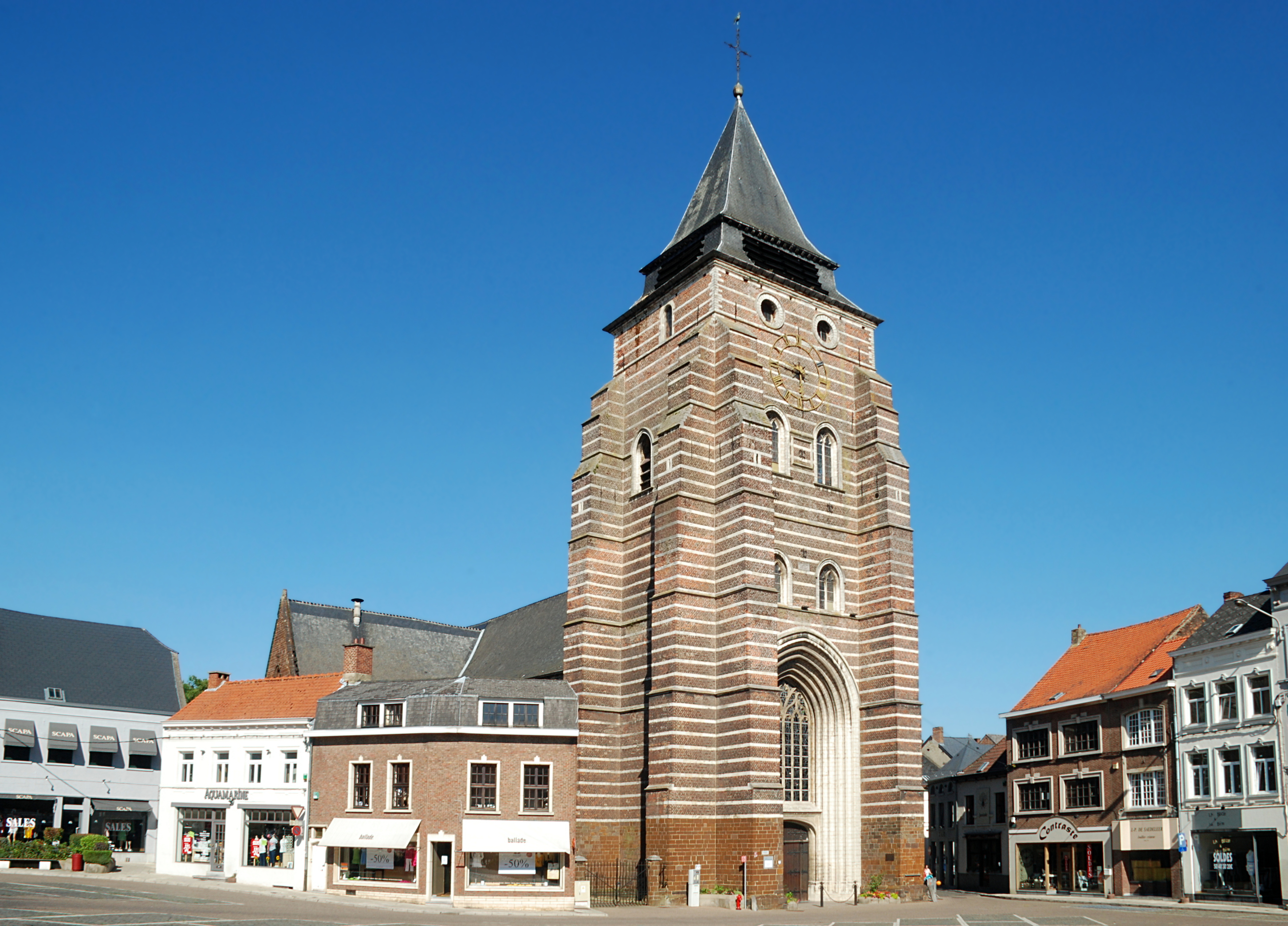
우아브르에 있는 성 요한 교회

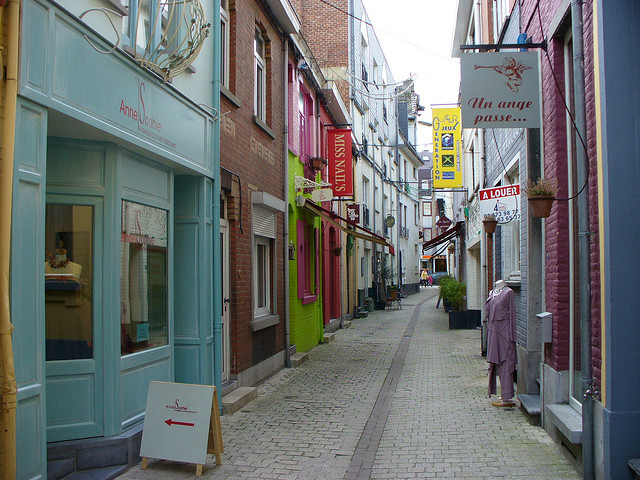
우아브르 중심 시가지

우아브르(프랑스어: Wavre, 왈롱어: Aufe, 네덜란드어: Waver)는 벨기에 브라방왈롱주의 주도로, 면적은 41.80km2, 인구는 33,104명(2011년 1월 1일 기준), 인구 밀도는 790명/km2이다.